# Fernando Campos

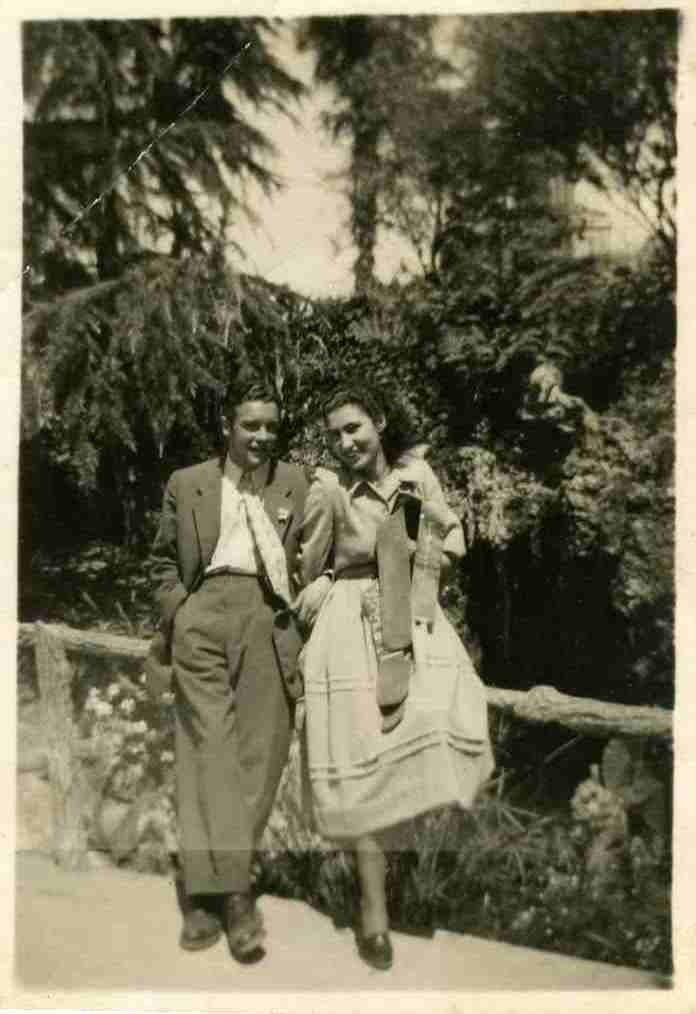
Fernando Campos com Maria Olga Afonso dos Reis, sua futura esposa, por altura da queima das fitas. Coimbra, Jardim dos Patos, 1949.

Fernando da Silva Campos (Águas Santas, Maia, 23 de abril de 1924 – Lisboa, 1 de abril de 2017) foi um escritor português. 

## Biografia
Filho do pintor Alberto da Silva Campos, frequentou a Faculdade de Letras da Universidade de Coimbra, onde se licenciou em Filologia Clássica. Casado com Maria Olga Afonso dos Reis.
Membro da Academia de Ciências de Lisboa. Foi professor do ensino secundário no Liceu Pedro Nunes, em Lisboa, e é autor de várias obras didáticas e monografias de investigação etimológica e literária, como a antologia Prosadores Religiosos do Século XVI (Coimbra, 1950), A Redacção (orientação e exercícios) (Porto, 1968), O Arinteiro de el-Rei ou  A "Vida de S. Teotónio", uma Fonte de Os Lusíadas? (Lisboa, 1972).
Estreou-se como ficcionista aos 62 anos com o romance histórico A Casa do Pó (1986), cuja ação decorre em finais do século XVI e conta a história das peregrinações de Frei Pantaleão de Aveiro (autor do Itinerário da Terra Santa, publicado em 1593), traçando um panorama da cristandade ocidental e oriental. O livro, muito bem recebido pelo público e pela crítica, levou-lhe 11 anos a preparar e colocou-o de imediato entre os grandes escritores portugueses. 
Em 1987 publicou a sátira literária O Homem da Máquina de Escrever e o romance Psiché. Seguiu-se, em 1990, O Pesadelo de dEus e, em 1995, A Esmeralda Partida, sobre a figura de D. João II, que lhe valeu o Prémio Eça de Queiroz. Em 1998, a vida de Damião de Góis inspirou-lhe novo romance, A Sala das Perguntas, e em 1999, lançou o livro de contos Viagem ao Ponto de Fuga. A Ponte dos Suspiros data de 2000 e retrata um jovem D. Sebastião que por vergonha vive incógnito como mendigo. 
Em 2001 publicou ...que o meu pé prende..., voltando dois anos depois à ficção de carácter histórico com O Prisioneiro da Torre Velha, sobre a vida de D. Francisco Manuel de Melo, soldado, escritor e diplomata que viveu entre 1608 e 1666, durante o período da dinastia filipina. Em 2005, publicou O Cavaleiro da Águia, que tem como protagonista D. Gonçalo Mendes da Maia, "o Lidador" e, em 2007, edita O Lago Azul, retratando a vida dos descendentes de António de Portugal, Prior do Crato. Em 2009 publica A Loja das Duas Esquinas e, dois anos mais tarde, vem a lume A Rocha Branca, revisitando a figura da poetisa grega Safo. Em 2012, lançou uma novela intitulada Ravengar, tendo como cenário a cidade de Nova Iorque no início do século XX, a partir de recortes do folhetim The Shielding Shadow, EUA, 1916.

Algumas das suas obras estão traduzidas para francês, alemão e italiano. Colaborou ainda com o Jornal de Letras, Artes e Ideias, com uma crónica intitulada Os Trabalhos e os Dias.

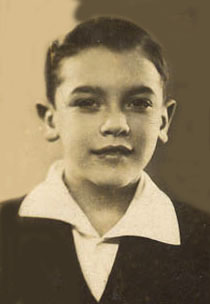
O autor aos 13 anos, em 1937.

Morreu a 1 de abril de 2017, em Lisboa, aos 92 anos de idade.

## Obra literária
- 1986 - A Casa do Pó (Prémio Literário Município de Lisboa)
- 1987 - Psiché
- 1987 - O Homem da Máquina de Escrever
- 1990 - O Pesadelo de dEus
- 1995 - A Esmeralda Partida (Prémio Eça de Queiroz da Câmara Municipal de Lisboa)
- 1998 - A Sala das Perguntas
- 1999 - Viagem ao Ponto de Fuga
- 2000 - A Ponte dos Suspiros
- 2001 - ...que o meu pé prende...
- 2003 - O Prisioneiro da Torre Velha
- 2005 - O Cavaleiro da Águia
- 2007 - O Lago Azul
- 2009 - A Loja das Duas Esquinas
- 2011 - A Rocha Branca
- 2012 - Ravengar